# Premi Lumière 2011
La cerimonia di premiazione della 16ª edizione dei Premi Lumière si è svolta il 14 gennaio 2011 all'Hôtel de Ville di Parigi. È stata presieduta da François Berléand e presentata da Estelle Martin.
Roman Polański, vincitore dei premi come miglior regista e miglior sceneggiatore, è stato celebrato anche con un premio onorario per i suoi cinquant'anni di carriera, che gli è stato consegnato da Irène Jacob.
In apertura di cerimonia è stato reso omaggio a due cineasti scomparsi l'anno precedente, Claude Chabrol e Alain Corneau.

## Vincitori e candidati
I vincitori sono indicati in grassetto, a seguire gli altri candidati.
Miglior film
- Uomini di Dio (Des hommes et des dieux), regia di Xavier Beauvois
- Carlos, regia di Olivier Assayas
- Gainsbourg (vie héroïque), regia di Joann Sfar
- L'uomo nell'ombra (The Ghost Writer), regia di Roman Polański
- L'illusionista (L'Illusionniste), regia di Sylvain Chomet

Miglior regista
- Roman Polański – L'uomo nell'ombra (The Ghost Writer)
- Mathieu Amalric – Tournée
- Olivier Assayas – Carlos
- Xavier Beauvois – Uomini di Dio (Des hommes et des dieux)
- Joann Sfar – Gainsbourg (vie héroïque)

Migliore sceneggiatura
- Robert Harris e Roman Polański – L'uomo nell'ombra (The Ghost Writer)
- Julie Bertuccelli – L'albero (L'Arbre)
- Olivier Lorelle e Rachid Bouchareb – Uomini senza legge (Hors-la-loi)
- Michel Leclerc e Baya Kasmi – Le Nom des gens
- Géraldine Nakache e Hervé Mimran – Tout ce qui brille

Miglior attrice
- Kristin Scott Thomas – La chiave di Sara (Elle s'appelait Sarah)
- Juliette Binoche – Copia conforme (Copie conforme)
- Isabelle Carré – Emotivi anonimi (Les Emotifs anonymes)
- Catherine Deneuve – Potiche - La bella statuina (Potiche)
- Ludivine Sagnier – Pieds nus sur les limaces

Miglior attore
- Michael Lonsdale – Uomini di Dio (Des hommes et des dieux)
- Romain Duris – L'Arnacoeur e Scatti rubati (L'Homme qui voulait vivre sa vie)
- Éric Elmosnino – Gainsbourg (vie héroïque)
- Édgar Ramírez – Carlos
- Lambert Wilson – Uomini di Dio (Des hommes et des dieux) e Princesse de Montpensier

Migliore promessa femminile
- Yahima Torres – Venere nera (Vénus noire)
- Lolita Chammah – Copacabana
- Linda Doudaeva – Tutti per uno (Les Mains en l'air)
- Marie Féret – Nannerl, la soeur de Mozart
- Nina Rodriguez – No et moi

Migliore promessa maschile
- Antonin Chalon – No et moi
- Emile Berling – Le Bruit des glaçons
- Nahuel Pérez Biscayart – Au fond des bois
- Jules Pelissier – Simon Werner a disparu
- Aymen Saïdi – Dernier étage, gauche, gauche

Miglior film francofono
- Un Homme qui crie, regia di Mahamat-Saleh Haroun
- Amer, regia di Hélène Cattet e Bruno Forzani
- Les Amours imaginaires, regia di Xavier Dolan
- Illégal, regia di Olivier Masset-Depasse
- Orly, regia di Angela Schanelec

Premio del pubblico mondiale
- Illégal, regia di Olivier Masset-Depasse

 Premio della CST 
- Caroline Champetier - Uomini di Dio (Des hommes et des dieux)

 Premio Lumière onorario 
- Roman Polański